# Bâtiment ravitailleur de forces
Les bâtiments ravitailleurs de forces, ou BRF ou classe Jacques Chevallier, sont des navires de ravitaillement de la Marine nationale destinés à remplacer les pétroliers ravitailleurs de classe Durance. Quatre bâtiments ont été commandés en 2019 : le premier, le Jacques Chevallier, a été livré le 18 juillet 2023 à Toulon et les trois autres, les Jacques Stosskopf, Émile Bertin et Gustave Zédé doivent suivre jusqu'en 2031.

## Programme

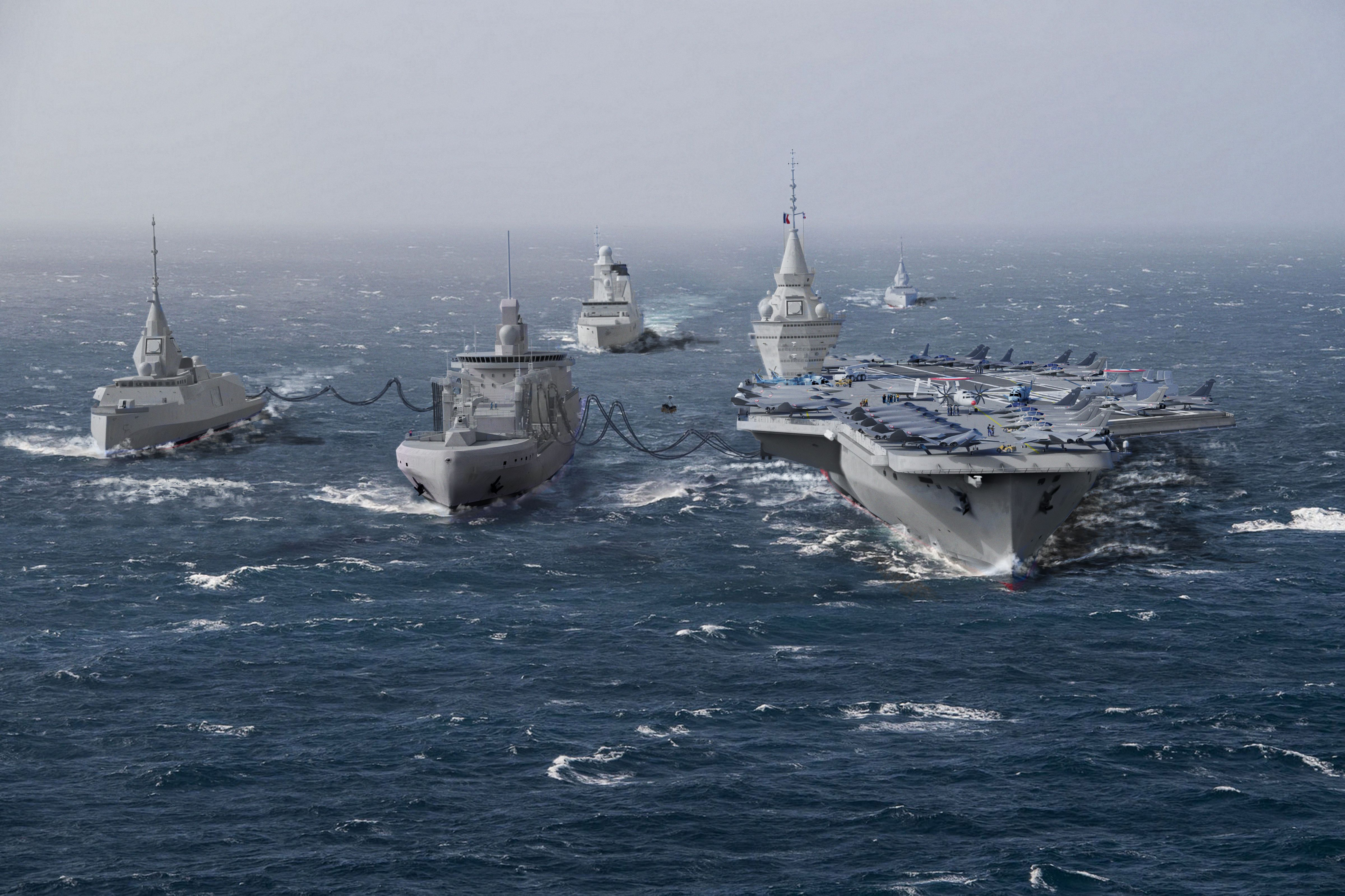
Flotte française prévue pour la fin des années 2030 : un Bâtiment ravitailleur de forces en ravitaillement à la mer (RAM) simultané avec le Porte-avions de nouvelle génération et une Frégate de défense et d'intervention.

Le remplacement des pétroliers ravitailleurs de classe Durance est prévu depuis la loi de programmation militaire 2009-2014 sous le nom de flotte logistique (programme FLOTLOG). La livraison de nouveaux bâtiments est alors envisagée entre 2017 et 2020. Ce remplacement a été décidé du fait du vieillissement des anciens pétroliers ravitailleurs et parce qu'ils ne sont plus aux normes actuelles pour transporter du pétrole (simple coque par exemple). Dès 2010, Naval Group (alors DCNS) présente un projet de bâtiment logistique nommé BRAVE. Ce projet est repris dans la loi de programmation militaire suivante (2014 à 2019) avec un glissement de calendrier pour une première commande prévue en 2019.
Après la décision de reprise de STX France par Fincantieri, il est décidé d'abandonner le projet de Naval Group pour se baser sur le concept du pétrolier ravitailleur Vulcano en construction par Fincantieri pour la marine italienne. Le programme FLOTLOG est alors repris dans la nouvelle loi de programmation militaire 2019-2025 sous ce nouveau format, toutefois adapté aux besoins de la Marine nationale.
Quatre bâtiments dits ravitailleurs de forces, ou BRF, sont commandés le 30 janvier 2019, pour un montant de 1,7 milliard d'euros, par l'Organisation conjointe de coopération en matière d'armement (OCCAR) aux Chantiers de l'Atlantique et à Naval Group,.

## Construction
Le bâtiments sont construits en 2 étapes : la partie avant est construite par Fincantieri dans ses chantiers de Castellammare di Stabia, près de Naples ; l'arrière est assemblé à Saint-Nazaire, aux Chantiers de l'Atlantique, à partir de 13 blocs soudés sur la partie avant.
La première découpe française destinée au premier bâtiment, le Jacques Chevallier, a lieu le 18 mai 2020 à Saint-Nazaire. Après réception du tronçon fabriqué en Italie par le chantier Fincantieri de Castellammare di Stabia, près de Naples, le navire est mis sur cale pour assemblage le 16 décembre 2021 à Saint-Nazaire. Il est mis à l'eau le 29 avril 2022,. Le BRF effectue les 20 et 21 décembre 2022 sa première sortie d’essais à la mer au large de Saint-Nazaire. Les systèmes d'armes sont mis en place début mars 2023, à savoir deux Simbad-RC et l'un des deux canons de 40 mm Rapid Fire. Le Jacques Chevallier quitte alors Saint-Nazaire dans la nuit du 18 au 19 mars et rejoint son port base de Toulon le 30 mars 2023 sous les canons à eau. 
Il est livré à la Marine nationale le 18 juillet 2023 à Toulon.Ce bâtiment est en tonnage à pleine charge, le plus gros de toute la flotte après le Charles de Gaulle.

## Caractéristiques
- Longueur : 194 m
- Maître-bau (largeur) : 27,4 m
- Tirant d'eau : 9 m
- Déplacement : 16 000 t lège, et 31 000 t à pleine charge
- Équipage : 130 marins et une capacité d'accueil pour 60 passagers
- Propulsion mixte Diesel/Electrique
- Capacité : 13 000 m3 de carburant ; 1 500 t de fret.

## Utilisateur

### Marine nationale
Quatre bâtiments sont prévus pour équiper la Marine nationale, en remplacement des pétroliers ravitailleurs de classe Durance. Le 18 mai 2020, la Marine nationale annonce les noms des quatre bâtiments, mettant à l'honneur des ingénieurs du génie maritime : Jacques Chevallier, Jacques Stosskopf, Louis-Émile Bertin et Gustave Zédé.
| indicatif visuel | Nom                | Partie avant (Italie) | Partie avant (Italie) | Partie arrière (France)   | Partie arrière (France)    | Mise à l'eau  | Essais à la mer | Livraison       | Service actif    | Base navale |
| indicatif visuel | Nom                | Première découpe      | Pose quille           | Première découpe          | Mise en place partie avant | Mise à l'eau  | Essais à la mer | Livraison       | Service actif    | Base navale |
| ---------------- | ------------------ | --------------------- | --------------------- | ------------------------- | -------------------------- | ------------- | --------------- | --------------- | ---------------- | ----------- |
| A725             | Jacques Chevallier | 29 avril 2020         | 10 février 2021       | 18 mai 2020               | 16 décembre 2021           | 29 avril 2022 | 25 janvier 2023 | 18 juillet 2023 | 21 novembre 2024 | Toulon      |
| A726             | Jacques Stosskopf  | 1er février 2022      | 6 décembre 2022       | 12 décembre 2023          | 20 avril 2024              | 19 août 2024  | 9 avril 2025    | fin 2025        | 2026             | Toulon      |
| A727             | Émile Bertin       | 5 décembre 2023       | 8 août 2024           | mars 2025[réf. souhaitée] |                            |               |                 | 2027            | 2028             | Brest       |
| A728             | Gustave Zédé       |                       |                       |                           |                            |               |                 | 2031            | 2033             | Toulon      |